# Denis Ganio
Denis (ou Denys) Ganio est un danseur français né en 1950.

## Biographie
Il a été premier danseur dans la compagnie de Roland Petit à Marseille et a eu une carrière importante au niveau international.
Mari de Dominique Khalfouni, danseuse du Ballet de l'Opéra national de Paris, il forme avec elle — à partir de 1980 lorsque celle-ci quitta l'Opéra et pendant de longues années — le couple vedette des Ballets Roland Petit. En 1995, il crée, avec Maddalena Di Giacomo (it), la Maison de la Danse, centre international de danse où des stages de technique classique et avancée sont organisés.
Il est le père de Mathieu Ganio, danseur étoile à l'Opéra de Paris, ainsi que de Marine Ganio, première danseuse au sein de la même compagnie. 

## Décoration
- Chevalier de l'ordre des Arts et des Lettres (1987)[2].